# Turó dels Carlins
El Turó dels Carlins és una muntanya de 987 metres que es troba al municipi d'Espinelves a la comarca d'Osona.